# Franz Josef Hünermann
Franz Josef Hünermann, auch: Josef/Joseph Hünermann, (* 5. August 1904 in Kempen/Niederrhein; † 26. August 1974 in Aachen) war ein deutscher römisch-katholischer Priester, Theologe, Regens des Aachener Priesterseminar und Autor.

## Leben
Franz Josef Hünermann war der jüngste von fünf Söhnen aus der Ehe des Studienprofessors Baptist Hünermann (1856–1929) und seiner Ehefrau Emilie Biermann (1868–1943). Er absolvierte nach seinem Abitur zunächst eine Banklehre und studierte ab 1924 Wirtschafts- und Rechtswissenschaften an der Universität Bonn (Diplom-Kaufmann/-Handelslehrer). Nach kurzer Tätigkeit als Berufsschullehrer studierte er Theologie und Philosophie im Collegium Borromaeum Münster und im Aachener Priesterseminar. Am 17. März 1934 empfing er im Aachener Dom durch Bischof Joseph Vogt die Priesterweihe. Hünermann war Kaplan in St. Katharina in Aachen-Forst und Pfarrverwalter an St. Josef und an St. Fronleichnam im Aachener Ostviertel. Parallel absolvierte er ein Doktoratsstudium in Münster und wurde 1939 mit einer Arbeit über die wirtschaftsethischen Predigten des Bernhardin von Siena zum Dr. theol. promoviert.
1945 wurde Hünermann zum Professor der Moraltheologie am Priesterseminar in Aachen ernannt, ab 1961 auch für das Fach Pastoraltheologie. Von 1950 bis 1969 war Hünermann Regens (Rektor) des Seminars in Aachen. Daneben hatte er Tätigkeiten als (Pro-)Synodalrichter und -examinator inne.
1953 wurde Hünermann zum Päpstlichen Geheimkämmerer und 1958 zum Hausprälaten ernannt. Es folgten die Ernennungen zum Wirklichen Geistlichen Rat (1958), Ehrendomherrn (1958), residierenden Domherrn im Aachener Domkapitel (1969) sowie 1972 zum Mitglied des Diözesanverwaltungsrates und 1973 zum ständigen Stellvertreter des Offizials.
Darüber hinaus publizierte Hünermann zahlreiche, teils aus Vorträgen hervorgehende Schriften zu einem breiten moraltheologischen und wirtschaftsethischen Themenfeld.

## Schriften (Auswahl)
- Die wirtschaftsethischen Predigten des hl. Bernhardin von Siena. Eine moralwissenschaftliche Studie. Thomas-Druckerei, Kempen, Niederrhein 1939, DNB 571398405 (143 S.; Münster, Kath.-theol. Diss., 1939).
- Christusbegegnung. Einkehrtag für die Frauenjugend. Aachen 1949.
- Die sechs Sonntage der Jugend. Johannes-Verlag, 1949.
- Unser Kind wird getauft. Leutesdorf 1952 (31961).
- In Liebe vereint. Gedanken auf dem Wege zur Ehe. Kanisius-Verlag, 1953.
- mit Wilhelm Röpke, Eberhard Müller: Wirtschaftsethik heute. Drei Reden an jeden, der produziert, kauft und verkauft. Furche-Verlag, 1956.
- Der dialektische Materialismus. Sein Wesen, seine Methoden, seine Ziele. Volk Verlag, 1956.
- Weltanschauung und Praxis des bolschewistischen Kommunismus. Kurzgefaßte Darstellung und Kritik; Handreichung für Schulungszwecke. Kettelerhaus, Köln 1959, OCLC 633286506 (47 S.).
- Konjunkturen und Krisen im Blick sozialer Verantwortung. Eine kritische Darstellung in acht Kapiteln. Custos-Verlag, 1960.
- Die sozialen Rundschreiben. Verpflichtung für Gegenwart und Zukunft. Ludgerus Verlag, Aachen 1961.
- Die soziale Gerechtigkeit. Erläuterungen zum Sozialrundschreiben Johannes XXIII. „Mater et magistra“. Ludgerus Verlag, Aachen 1962.
- Kommentar zur Friedensenzyklika Pacem in Terris. Ludgerus Verlag, Aachen 1963.
- Pastoral der Sakramente heute zum Gebrauch für den Klerus. Ludgerus Verlag, Aachen 1963.
- Freisein und Dienen. Priesterliche Existenz und Zölibat, Chance und Gefahren. Ein Buch für Priester und Laien und alle, die sich auf das Priestertum vorbereiten. Auer Verlag, 1964.
- Gabe und Aufgabe des Konzils. Ludgerus Verlag, Aachen 1967.
- … so sende ich euch. Diskussion um den Priester. Auer Verlag, 1968.